# Zdobycie Porto Bello
Zdobycie Porto Bello (inaczej Portobelo lub Puerto Bello) – starcie zbrojne, które miało miejsce w roku 1739, podczas którego brytyjska flota zajęła i złupiła miasto Portobelo w Panamie, pokonując jego hiszpańskich obrońców. Bitwa była częścią wojny o sukcesję austriacką, stoczoną we wczesnym jej stadium (zwaną czasami wojną o ucho Jenkinsa).

## Podłoże
Miejscowość Portobelo była główną bazą floty Nowej Hiszpanii. Po zakończonej niepowodzeniem próbie blokady Porto Bello, w której brał udział, wiceadmirał Edward Vernon często powtarzał, że jest w stanie je zdobyć "z zaledwie sześcioma okrętami". Gdy został dowódcą flotylli stacjonującej na Jamajce, Vernon zorganizował wyprawę z użyciem właśnie sześciu okrętów, mimo zarzutów, że to o wiele za mało. Vernon był zwolennikiem taktyki przedkładającej użycie małych i szybkich dywizjonów, w miejsce wielkich i powolnych ekspedycji, które zawsze były narażone na straty z powodu szerzących się na okrętach chorób.

## Walka
Eskadra Vernona pojawiła się pod Porto Bello 20 listopada 1739 roku i o świcie następnego dnia zaczęła ostrzał. Po 24-godzinnym oblężeniu hiszpański garnizon skapitulował. Brytyjczycy okupowali miasto przez trzy tygodnie, burząc przed wycofaniem fortyfikacje portowe i ważniejsze budynki, unieszkodliwiając tym samym miasto jako główną bazę floty hiszpańskiej.

## Skutki
Zdobycie Porto Bello było postrzegane w Wielkiej Brytanii jako wielkie zwycięstwo, a nazwy "Portobello" używano wielokrotnie dla upamiętnienia tego sukcesu, na przykład nazywając tak ulicę Portobello Road w Londynie, czy miejscowość w kolonii amerykańskiej Wirginia. Zwycięstwo zostało szczególnie dobrze odebrane w Ameryce, u wybrzeży której Hiszpanie często polowali na angielskie statki.
Admirał Vernon został uznany za bohatera, a jego nazwisko przylgnęło do kilku miejsc, wśród których najbardziej znanym jest Mount Vernon, posiadłość George'a Washingtona. Nic dziwnego, że został awansowany do stopnia admirała.
Wprawdzie Brytyjczycy sprawowali kontrolę nad miastem zaledwie przez kilka tygodni, skutki dla Portobelo okazały się opłakane; zostało opuszczone i podźwignęło się dopiero po zbudowaniu kanału panamskiego ponad sto lat później.